# Llengua wanda
El wanda anomenat també ichiwanda, iciwanda, kiwanda, vanda o wandia és un idioma bantu parlat a Tanzània.